# La marca de Creta
La marca de Creta es un libro de cuentos del escritor Óscar Esquivias, publicado en 2008 (Ediciones del Viento). Recibió el Premio Setenil ese mismo año.
 El autor sopesó haber titulado el libro La fiesta más divertida, título de uno de sus relatos, pero finalmente se decantó el título del cuento que cierra el volumen. Casi todos los textos están escritos en primera persona.
El libro está compuesto por una selección de dieciséis cuentos entre los que el autor había publicado durante la década anterior en periódicos y revistas literarias como El mono de la tinta, Calamar, Luzdegás, El Extramundi y los papeles de Iria Flavia o Renacimiento. Muchos de los cuentos están ambientados en la ciudad de Burgos, el barrio de Gamonal o en la comarca burgalesa de los páramos, sobre todo en torno a los pueblos de Sasamón, Villandiego o Citores del Páramo, por lo que se ha incluido esta obra dentro de la corriente literaria neorruralista.
El crítico Fernando Valls ha subrayado el tratamiento de la homosexualidad en esta obra:

Resulta destacable [...] el tratamiento franco y natural que se le concede a asuntos tales como la homosexualidad masculina, el lesbianismo y el sida. No en balde, Esquivias, que posee mirada de entomólogo, ha descrito que "la literatura tiene que hablar sobre lo que nos importa, nos emociona o nos perturba".

Otro de los temas que se repite es la fragilidad de la adolescencia.

## Antologías
Algunos de los relatos de este libro fueron luego seleccionados en antologías sobre microrrelatos, literatura fantástica y cuentística española reciente. «Biológicas: una lectura providencial», aparece en Perturbaciones. Antología del relato fantástico español actual; «Miedo», en Siglo XXI. Los nuevos nombres del cuento español actual; «El padre del fotógrafo», en Pequeñas resistencias 5. Antología del nuevo cuento español (2001-2010); «Expedición a las cavernas del bacilo de Koch», en Mar de pirañas. Nuevas voces del microrrelato español, «Caribe» en La distancia exacta, cuentos sobre viajes y «Maternidad», en Cuento español actual.
En 2019 el autor publicó una antología personal con sus cuentos favoritos, titulada El chico de las flores. De La marca de Creta seleccionó «Maternidad», «Septiembre», «Miedo» y «La fiesta más divertida».

## Adaptación a lectura fácil
Uno de los cuentos del libro, «Maternidad», fue adaptado a lectura fácil por Pilar Celma.

## Cine
Eva Saiz adaptó libremente el relato «Maternidad» al cine en el cortometraje Mujer sin hijo, del que se encargó del guion y la dirección. Está protagonizado por Susana Alcántara y Marcelo Carvajal.
Se estrenó en 2019, en el Medina Film Festival, en Medina del Campo, donde ganó los premios al mejor guion (Eva Saiz) y al mejor sonido (Daniel Rincón). En el Festival de Cine de Málaga de 2019 ganó los premios de mejor dirección (biznaga de plata) y del público.